# Psalmodikon

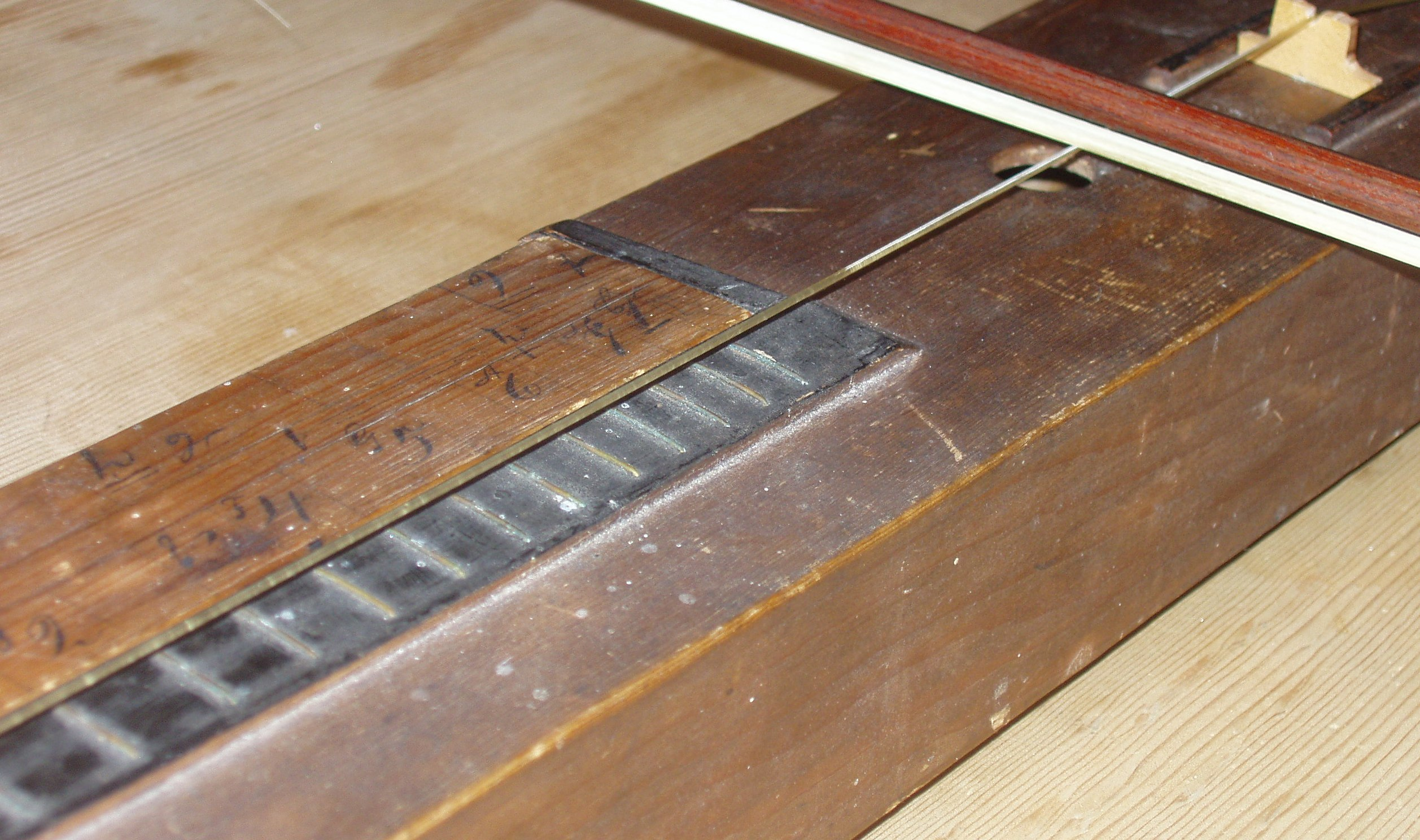
Psalmodikon

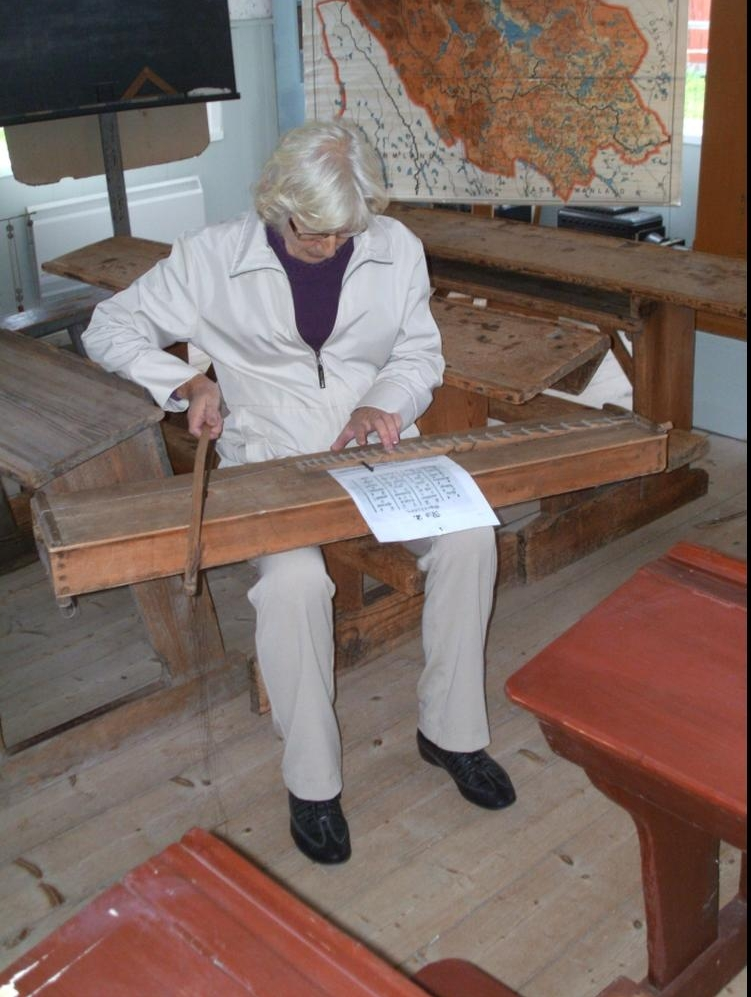
Psalmen N:o 2, Hela Werlden fröjdes Herran spelas efter Dillners siffernoter i Djurmo Skolmuseum, Dalarna.

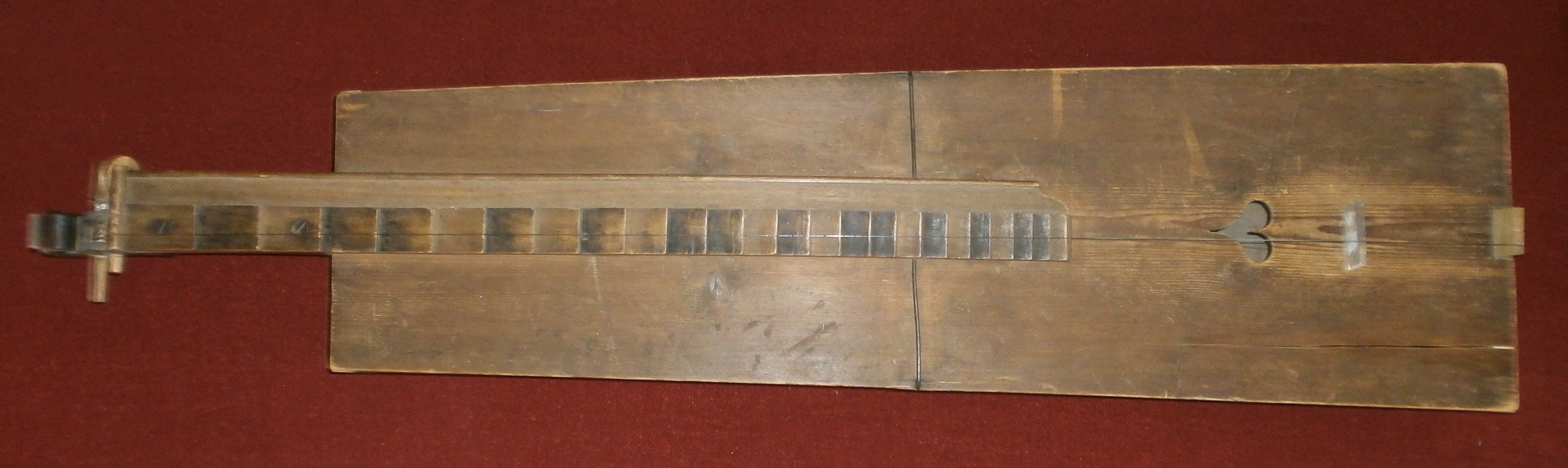
Psalmodikon från Gagnef och 1869, ursprungligen med tre strängar.

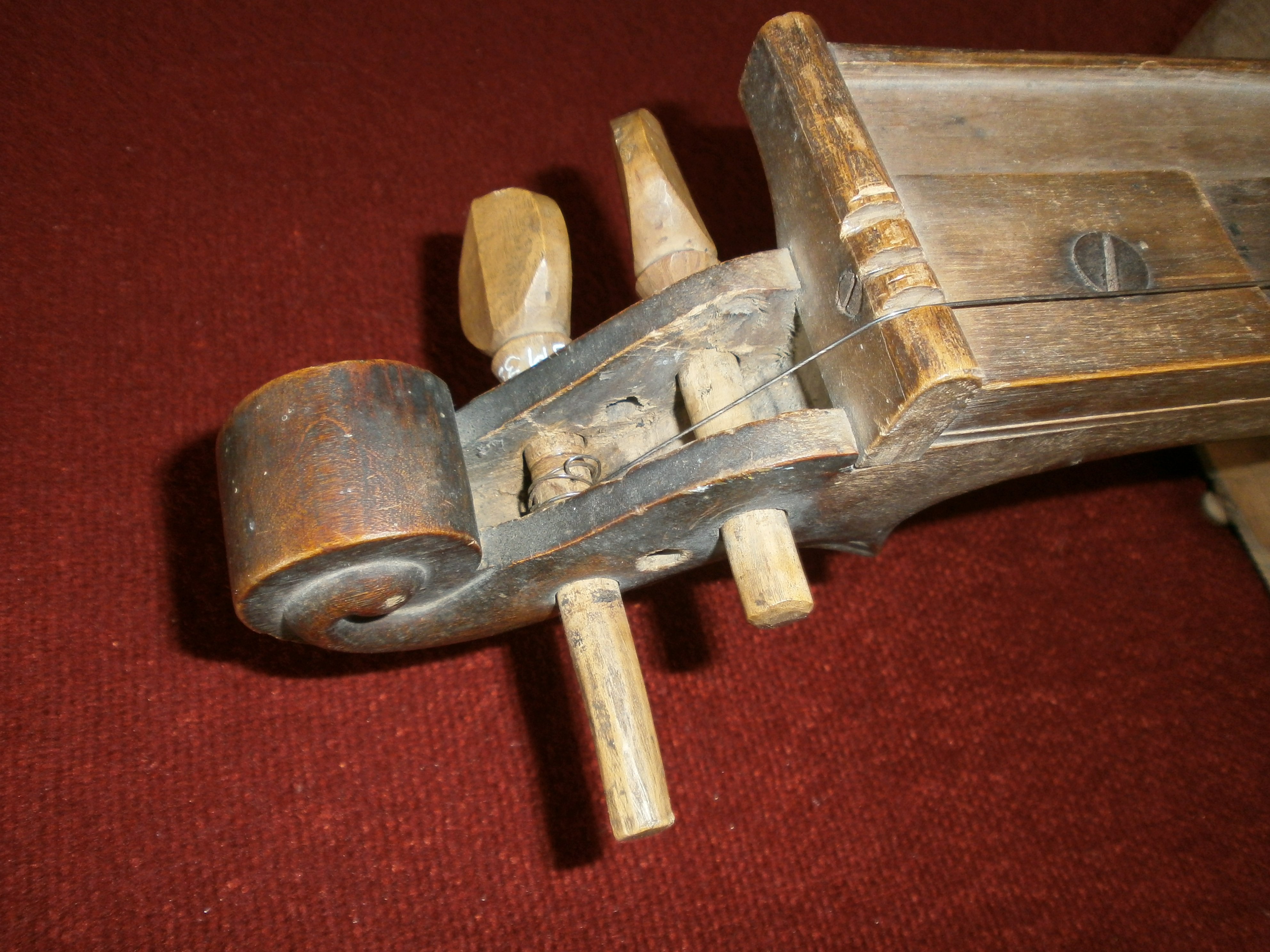
Stämskruvar.

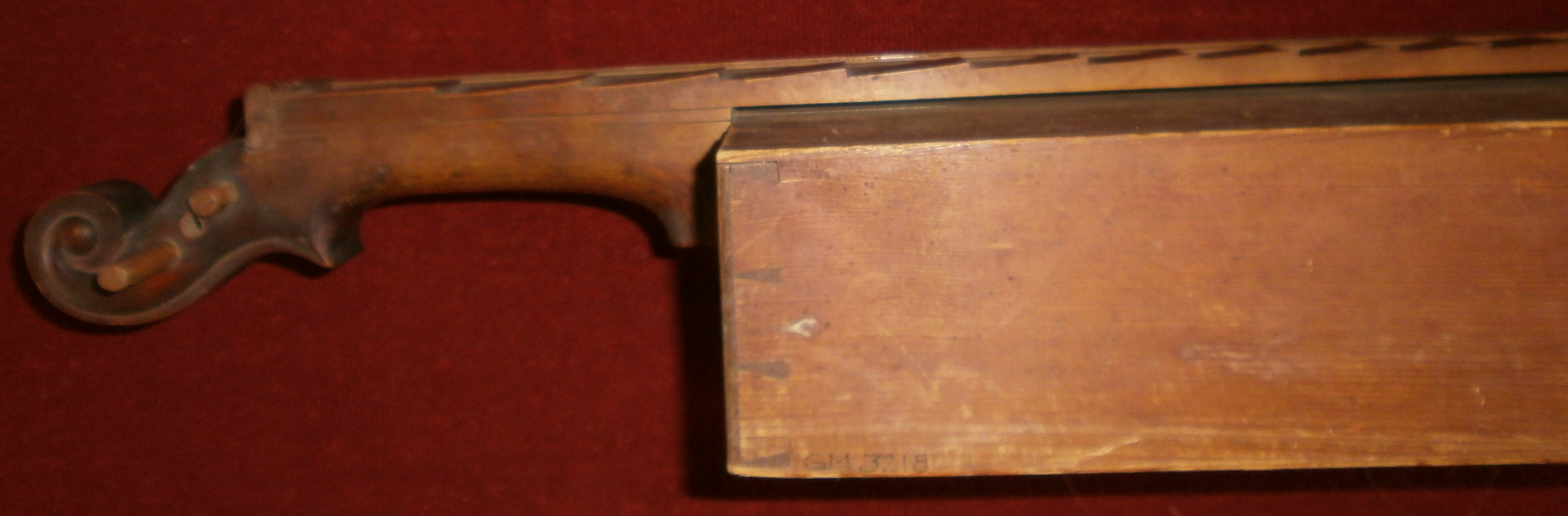
Greppbrädans profil. Den har i detta fall 25 stycken halvtonlägen. Med ett provisoriskt stall monterat befanns mensuren vara cirka 878 mm, vilket grovt räknat överensstämmer med cellons.

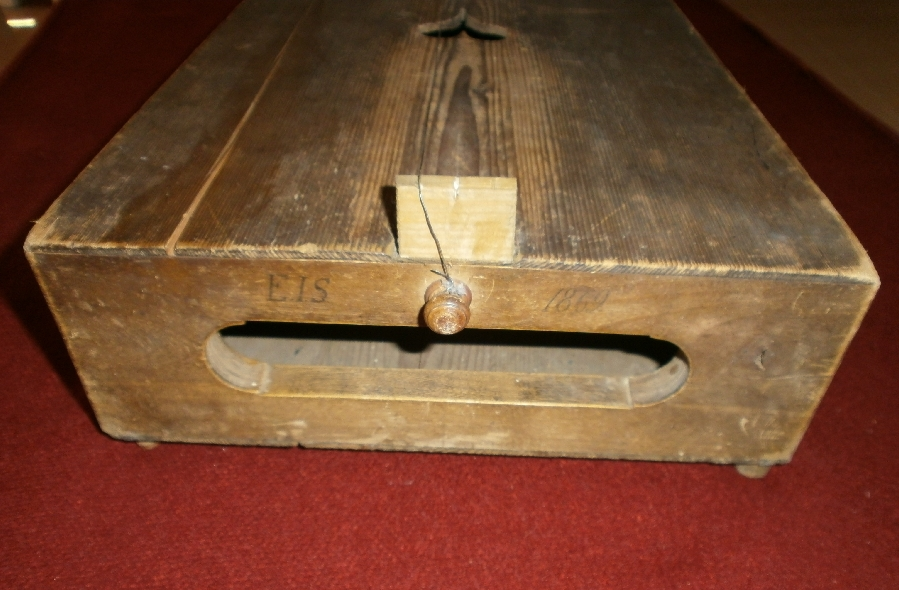
Ljudhål.

Ett psalmodikon är ett musikinstrument. Det är ett slags förenklat långspel som spelas med stråke men ibland istället knäppes. Det utgörs av en långsmal resonanslåda med oftast en men ibland två och någon gång flera melodisträngar spända över en greppbräda mellan översadel och stränghållare eller undersadel och löper över ett stall. Kallas ibland för psalmonika, psalmodikum, notstock mm. I Gagnef, Dalarna, finns fler exemplar med tre stämskruvar - dock monterades ibland två strängar av för att förenkla inlärningen. En del saknar resonanssträngar medan andra har två eller fyra  och inte sällan upp till 12 resonanssträngar

## Historia
Prästen Johan Dillner (1785–1862) förknippas starkt med psalmodikonet. Ofta hävdas felaktigt att han skapade det. Men han skrev själv att "broderfolken sedan länge använt denna metod". Denna metod syftade inte på instrumentet utan på siffernotskrift som underlättade för den icke notkunnige. 1823 började Jens Worm Bruun i Köpenhamn att propagera för ett instrument han modifierat/skapat och  som han gav namnet psalmodikon. Bruuns instrument saknade greppbräda. Man tryckte ned strängen direkt mot locket där markeringar fanns för tonerna.  
Johan Dillner i Sverige och Lars Roverud i Norge vidareutvecklade instrumentet var och en på sitt håll. Båda tillförde en greppbräda. Dillner en trappstegsformad så kallad tonstege, medan Roverud använde en greppbräda med tvärband av metall ungefär som på gitarren. Bruuns instrument rönte ingen egentlig framgång, medan Dillners och Roveruds modeller kom att spridas i mycket stor skala i Norge och Sverige. De blev snart obligatoriska i klassrummen, och samtliga församlingar i Sverige anmodades införskaffa ett. Det sägs ha varit det vanligast förekommande instrumentet i de svenska stugorna under en period. Ett påstående som är svårt att belägga, men det förefaller vara rimligt att det var så. 
Johan Dillners syfte var att föra ut de nya melodierna 1819 års psalmbok, vilken han siffernotsatt, och de utgavs 1830 (Melodierna till Swenska Kyrkans Psalmer, Noterade med ziffror, för Skolor och Menigheten). Han sade att han kunde lära vem som helst att hantera ett psalmodikon på bara två timmar. Instrumentet användes vid husandakter , såväl som av kringresande predikanter. Det användes i nykterhetsrörelsen, arbetarrörelsen och så småningom i frikyrkorna.  
Johan Dillners idé var att psalmodikonet skulle användas för andlig musik samt vid sångundervisning. Men det kom att användas även till dans. Kanske mest i mindre sammanhang, eftersom det ansågs mindre lämpligt, då instrumentet var starkt förknippat med andlig musik. På några av de tidigaste spelmansstämmorna, en bit in på 1900-talet, deltog ett antal spelmän, manliga och åtminstone i något fall en kvinna, med psalmodikon. Spelmansmusik på den tiden, när det gäller fiol och nyckelharpa, spelades mest av män. Psalmodikon spelades inte sällan även av kvinnor. Det utgavs skillingtryck med siffernotskrift för psalmodikon
Under 1800-talet utgavs ett inte oansenligt antal böcker där olika sånger, främst psalmer, var utmärkta med psalmodikonets siffror över sångtexten. Ett exempel är Pehr Thomassons Sånger med melodier i zifferskrift till psalmodikon, utgiven i Carlshamn 1850.

### Sverige
År 1819 gavs Den svenska psalmboken 1819 ut till församlingar i Svenska kyrkan. Församlingsborna klagade över den nya psalmboken, då de nya melodierna var svåra att lära in. På grund av detta framförde 30 juli 1829 biskopen Johan Olof Wallin under Riksdagen 1828–1830 ett förslag till att lätt kunna inöva de nya melodierna. Förslaget var utarbetat av kyrkoherden och hovpredikanten Johan Dillner i Östra Ryds församling, vars förslag var inhämtat i från Danmark. Dillner förslag bestod av ett instrument (psalmodikon) som kunde tillverkas av vilken sockensnickare som helst, samt en koralbok i siffror (sifferskrift) som inte skulle kosta över 1,5 riksdaler. Intyg om instrumentets duglighet hade inlämnats till biskop Wallin av justitierådet Eric Gabriel von Rosén, krigsrådet Olof Åhlström, kapellmästaren Johann Christian Friedrich Haeffner, professorn Erik Gustaf Geijer, musikläraren Adolf Fredrik Lindblad och sekreteraren Pehr Frigel. Den 7 september 1829 läste man vid riskdagen upp Ecklesiastika Pastoralutskottets yttrande från 27 augusti 1829 angående Dillner idé till psalmmelodiernas inlärande. Den 8 februari 1830 godkändes Dillner idé. År 1830 gavs Dillners bok Melodierna till swenska kyrkans psalmer, noterade med siffror, för skolor och menigheten upp på Norstedts förlag i Stockholm.
Under 1900-talet dokumenterade Karl Gösta Gilstring hur man använt och tillverkat psalmodikon i Sverige. 1986 startades byggkurser och spelkurser i psalmodikon i Västra Tunhem, samt övriga delar av Sverige och Norden. Det resulterade i att Nordiska Psalmodikonförbundet bildades 1993 av slöjdlärare Rodney Sjöberg. År 1995 gav förbundet ut den första tidningen om psalmodikon, som kallas Psalmodika. Samma år så öppnades Psalmodikonmuseet i Östervåla.
Under 2000-talet finns åtminstone två verksamma psalmodikongrupper i Sverige: En Sträng i Stockholm och Psalmodikonisterna i Hallaryd.

### Amerika
Psalmodikonet fick även spridning i Amerika. En av personerna som förde vidare instrumentet dit var pastor Lars Paul Esbjörn, som under en tid tjänstgjort hos Dillner i Östervåla pastorat. Esbjörn flyttade 1849 till Amerika och visa upp lärde ut instrumentet i församlingen i Andover, Illinois. Esbjörn reste hem till Östervåla socken i Sverige 1863. Under hans tid där bildades tidningen Gamla och Nya Hemlandet som bland annat gav ut siffernoter för psalmodikon. I tidningen gavs bland annat siffernoter på hemlandssånger av Oscar Ahnfelt, Lina Sandell-Berg med flera. Under 1900-talet bildades Nordic-American Psalmodikonforbundet.

## Beskrivning
Psalmodikon är en monokord som man använder tillsammans med en stråke. På musikinstrumentet spelade man psalmmelodier, för att underlätta inövningen av dom. Instrumentet fick namnet psalmodikon av kontraktsprosten Johan Dillner, som spred instrumentet i Sverige.

### Användning
Någon bestämd standard för hur ett psalmodikon ska se ut finns inte, utan de mest skilda lösningar på en resonanslåda finns representerade. Vid spelning läggs instrumentet på ett bord, och toner frambringas genom att man antingen knäpper på strängen eller spelar på den med en stråke. 
Det är mycket lätt att lära sig spela på ett psalmodikon i och med att det oftast finns endast en sträng, samt att tonerna är tydligt utmärkta i greppbrädan genom jack. Varje jack (ton) kan ha en siffra eller annan markering. Ett annat sätt att markera de rätta tonlägena är små pålimmade trälister (bandstavar), så att man får band som på en gitarr. Under förutsättning att bandstavarna placerats rätt blir det lätt att spela rent. 

## Lista över sifferböcker
Sifferböcker är notationsböcker som används för att spela psalmodikon. Dessa böcker innehåller siffror som representerar olika toner, vilket möjliggör spel för dem som inte är bekanta med traditionell notskrift.

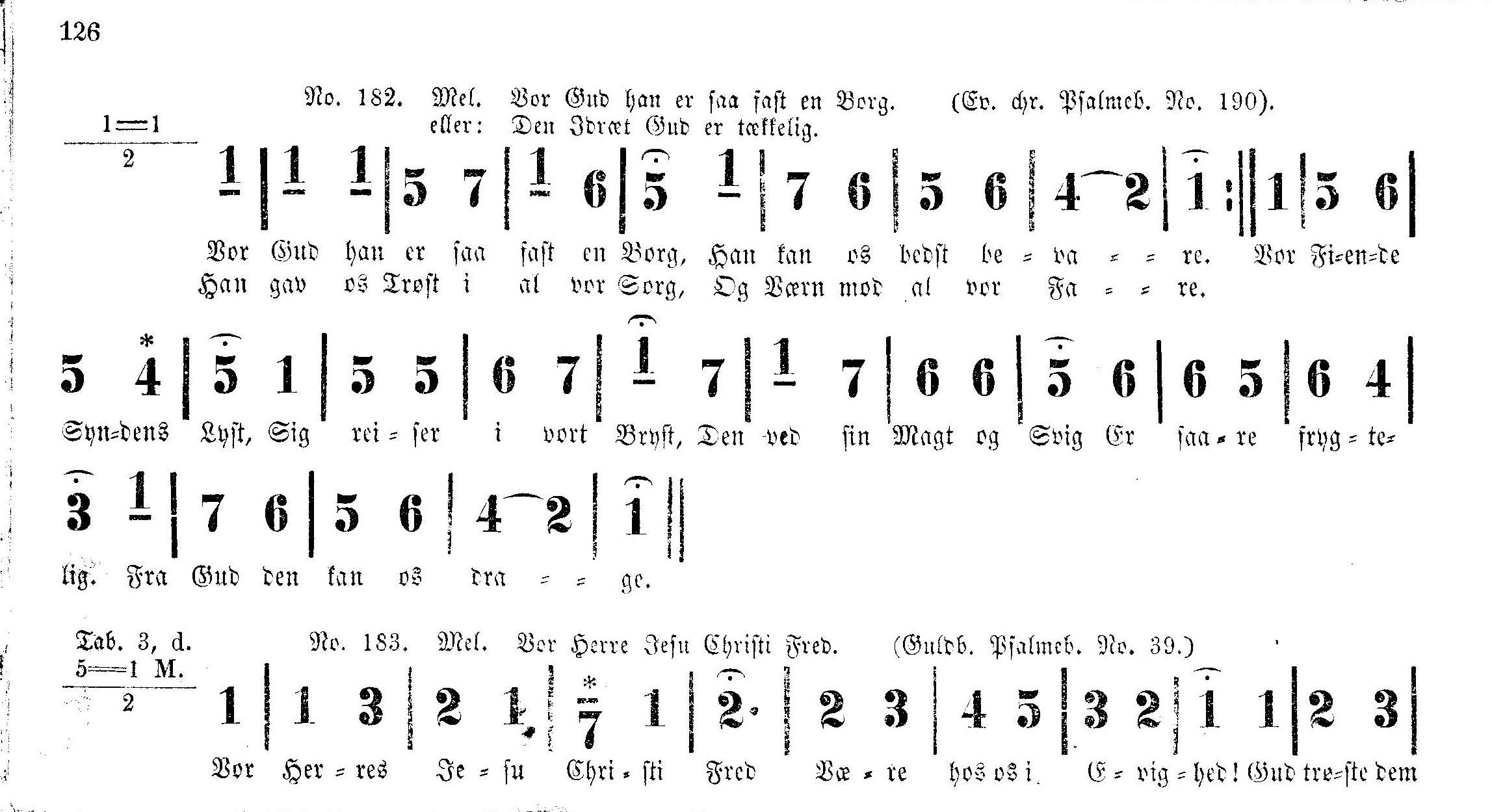
Siffernoter till psalmen Vår Gud är oss en väldig borg.

Nedan följer böcker för psalmodikon med sifferskrift efter år.
- Bulletin 15 Förteckning över psalmodikonnoter. Stockholm: Svenskt musikhistoriskt arkiv. 1979. Libris 3762750
- 1830 -  Melodierna till swenska kyrkans psalmer, noterade med siffror, för skolor och menigheten. Stockholm: Norstedt. 1830. Libris 10437612 - Redaktör: Johan Dillner.
- 1832 - Melodier för svenska kyrkan. Fyrstämmig sifferskrift. Stockholm (Johan Dillner)
- 1834 - Psalmodikonnoter. Av O Bergling.
- 1837 - Psalmodikon: Bas Stämman. Leffner & Sebell, Uppsala.
- 1837 - Psalmodikon: Tenor-Stämman. Leffler & Sebell, Uppsala
- 1838 - Svenska kyrkans sångböcker.
- 1842 -  Ziffer-koralbok eller Melodierna till Swenska Psalmboken, enligt J.C.F. Haeffners koralbok, enligt J.C.F. Hæffners koralbok, äfwensom de förnämsta delarne af swenska messan, enligt både Hæffner och Ålström, der de äro mera skiljaktige, betecknade med ziffror, för folkskolor och menige man. Nytt försök, utan begagnande af de grekiska tonarterne, samt höjnings- och sänkningstecken såsom företeckning framför melodierne. Fahlun: J.S. Åkerblom. 1842. Libris 10345430 - Redaktör: J.S. Åkerblom.
- 1846 - Alard, Anders Frerdrik (1846). Försök till det enklaste och ändock med Kongl. Musikal. Akademiens underwisning hufwudsakligen öfwerensstämmande psalmodikon, innehållande sättet att bibringa den större allmänheten begrepp om de parallela dur-och moll. tonarterne. Stockholm. Libris 2534180
- 1848 - Koralbok för folkskolor. (okänd)
- 1848 - Fyrstämmig Siffernotbok. Gävle. (Landins förlag)
- 1848 - Svensk siffer-koralbok. Stockholm. (Anders Fredrik Alard)
- 1848 - Sifferkoralbok. Falun. (2:a upplagan)
- 1848 - Svenska Mässan, psalmodikon fyrstämmigt.
- 1848 - Svenska psalmbokens koralmeloder. Linköping. (Jonas Fredrik Törnwall)
- 1850 - Andlig sångbok (Oscar Ahnfelt)
- 1850 - Sångmelodier i siffror. (Per Thomasson)
- 1851 - Sånglära för skolor. Uppställda i sifferskrift och anvisning för bruket av psalmodikon. Växjö. (Carl Peter Hultstedt, kantor i Wrigstad)
- 1851 - Fullständig och förenklat psalmodikon. Diskantstämma. Örebro.
- 1852 - Pilgrimssånger Baptistförbundet.
- 1852 - Andliga sånger för barn. (Betty Ehrenborg)
- 1856 - Fyrstämmigt. Melodier till svenska kyrkans psalmer i sifferskrift till gagn för den gamla psalmboken 1695. Örebro. (P. Pettersson)
- 1865 - Sånger för söndagsskolan (Teodor Trued Truvé)
- 1876 - Sånger till himmelens lov.
- 1878 - Nöd och Nåd. (Carl Lundgren)
- 1929 - Sång till cittra och psalmodikon, SKD.
- 1932 - Psalm för skolans andliga stunder. W. Carlsson, Delsbo.

## Museum
Lista över museum som ställer ut psalmodikon.
- Dillnermuseet (Psalmodikonmuseet) i Östervåla (världens största psalmodikonsamling).[6]
- Nordiska museet[6]
- Vänersborgs museum[6]
- Kulturen i Lund (samlingar)[6]